# Pedagogiczna Biblioteka Wojewódzka im. Józefa Lompy w Katowicach Filia w Pszczynie
Pedagogiczna Biblioteka Wojewódzka w Katowicach Filia w Pszczynie działa jako część systemu oświaty, służy szeroko rozumianym potrzebom nauki i kształcenia, a tym samym stanowi dla każdego nauczyciela jedno z najważniejszych miejsc w procesie samokształcenia oraz doskonalenia zawodowego.

## Historia
Biblioteka powstała w 1951 r. Jej księgozbiór liczył wówczas 450 woluminów. Mieściła się w jednej z klas Szkoły Podstawowej nr 1 w Pszczynie. Kierownikiem biblioteki został Marian Smoliński, a po jego odejściu Helena Bilińska.
W 1957 r. w oparciu o instrukcję Ministra Oświaty z 26 września 1957 r. biblioteka uzyskała uprawnienia samodzielnej organizacyjnie placówki podlegającej Wydziałowi Oświaty Prezydium Powiatowej Rady Narodowej. Otrzymała wtedy własny lokal w Szkole Podstawowej nr 1 w Pszczynie. Kierowniczką biblioteki została Helena Sierpniewska. Opiekę merytoryczną nad biblioteką zaczęła sprawować Pedagogiczna Biblioteka Wojewódzka im. Józefa Lompy w Katowicach.
W latach 1962-1969 biblioteka mieściła się w jednym lokalu Powiatowego Domu Kultury w Pszczynie przy ul. Piastowskiej 1. Następnie przeniesiono ją do pomieszczenia przy ul. Sienkiewicza 13 (obecnie Gimnazjum nr 1 w Pszczynie), a w 1974 r. do lokalu o powierzchni 50 m² w budynku przy ul. Dworcowej 36.
W 1976 r. na mocy zarządzenia Ministra Oświaty i Wychowania z dnia 27.03.1976 r. w sprawie resortowej sieci bibliotek pedagogicznych, bibliotekę przekształcono w Filię Pedagogicznej Biblioteki Wojewódzkiej w Katowicach.
W 1991 r. nastąpiła przeprowadzka do lokalu przy ul. Zamenhofa 5, który składał się z 5 pomieszczeń o łącznej powierzchni 180 m².
W 2009 r. biblioteka została przeniesiona do pomieszczeń przy ul. ks. bpa H. Bednorza 16.
We wrześniu 2012 r. odbyła się kolejna przeprowadzka biblioteki. Obecnie zajmuje ona parter budynku przy ul. ks. bpa Bogedaina 24 w Pszczynie.
Budynek biblioteki znajduje się 550 m od stacji PKP w Pszczynie (7 minut pieszo), 650 m od Centrum Przesiadkowego w Pszczynie (8 minut pieszo) i 850 m od Rynku (11 minut).

## Zadania
Do zadań biblioteki należy:
- Gromadzenie, opracowanie, ochrona, przechowywanie i udostępnianie materiałów bibliotecznych, w tym dokumentów piśmienniczych oraz zbiorów multimedialnych.
- Prowadzenie działalności informacyjno-bibliograficznej.
- Inspirowanie i promowanie edukacji czytelniczej i medialnej, edukacji regionalnej, edukacji europejskiej.
- Wspieranie wewnątrzszkolnego doskonalenia nauczycieli oraz działalności bibliotekarzy szkolnych i metodyków nauczania.
- Wspomaganie nauczycieli w realizacji zajęć dydaktycznych.
- Współdziałanie ze szkołami wyższymi, zakładami kształcenia i placówkami doskonalenia oraz bibliotekarzami. W szczególności w zakresie doskonalenia zawodowego nauczycieli i prowadzenia praktyk zawodowych dla studentów.

## Zbiory
Biblioteka posiada w swoich zbiorach książki, czasopisma i inne druki obejmujące:
- literaturę z zakresu pedagogiki i nauk pokrewnych,
- publikacje naukowe i popularnonaukowe z różnych dziedzin wiedzy objętych programem szkolnym,
- literaturę piękną i dzieła klasyki światowej,
- piśmiennictwo z zakresu bibliotekoznawstwa i informacji naukowej,
- programy szkolne,
- materiały dotyczące edukacji regionalnej, edukacji europejskiej, edukacji ekologicznej, wychowania komunikacyjnego, organizacji i zarządzania szkolnictwem oraz reformy oświatowej,
- materiały dotyczące awansu zawodowego nauczycieli.

## Czytelnicy
Zbiory biblioteki wypożyczać mogą nauczyciele zatrudnieni we wszystkich typach szkół i placówek oświatowo-wychowawczych w województwie śląskim oraz zamieszkali poza obrębem województwa śląskiego, a pracujący lub dokształcający się na terenie województwa śląskiego, nauczyciele emerytowani, studenci uczelni znajdujących się na terenie województwa śląskiego, studenci innych uczelni zamieszkujący na terenie województwa śląskiego, słuchacze szkół pomaturalnych znajdujących się na terenie województwa śląskiego, uczniowie szkół ponadpodstawowych znajdujących się na terenie województwa śląskiego (w przypadku uczniów niepełnoletnich odpowiedzialność za wypełnianie zobowiązań wobec biblioteki ponosi rodzic/opiekun prawny ucznia), osoby zamieszkałe lub zatrudnione na terenie województwa śląskiego : pracownicy naukowi instytutów i innych zakładów naukowych, pedagodzy, psycholodzy, wychowawcy zatrudnieni poza resortem edukacji narodowej, kuratorzy sądowi, pracownicy resortu kultury, pracownicy administracji państwowej i samorządowej związanej z resortem edukacji oraz inne osoby doskonalące się i poszerzające wiedzę.
Z czytelni korzystać mogą wszyscy zainteresowani.

## Warsztat Informacyjny
Warsztat informacyjny biblioteki tworzą:
- Katalogi główne:

- alfabetyczny
- rzeczowy
- Katalogi pomocnicze:

- serii wydawniczych
- czytelni
- czasopism
- Śląsk
- Pszczyna
- CD/VHS
- Kartoteka zagadnieniowa (tematyczna, osobowa, regionalna)
- Kartoteka zestawień bibliograficznych.

## Pracownia komputerowa
Od stycznia 2006 r. w bibliotece działało Internetowe Centrum Informacji Multimedialnej (ICIM) w 2012 r. przekształcone w Pracownię Komputerową. Do dyspozycji użytkowników są stanowiska komputerowe ze stałym dostępem do Internetu oraz wielofunkcyjne urządzenie sieciowe. Projekt: „Internetowe Centra Informacji Multimedialnej w bibliotekach szkolnych i pedagogicznych”, został zrealizowany przez Ministerstwo Edukacji i Nauki. Środki finansowe pochodzą z Europejskiego Funduszu Społecznego i budżetu państwa. Oferta adresowana jest do wszystkich użytkowników biblioteki pedagogicznej oraz społeczności lokalnej. Głównym celem projektu jest ułatwienie indywidualnego zdobywania i przetwarzania informacji dostępnej przez Internet, zwiększenie potencjału edukacyjnego biblioteki oraz podnoszenie jakości i dostępności kształcenia poprzez wykorzystanie technologii informacyjnej w oświacie. Użytkownicy Pracowni mają ponadto możliwość skorzystania z programów multimedialnych takich jak: encyklopedie, słowniki, atlas świata.
Od 2009 r. w Pracowni Komputerowej udostępniany jest katalog umożliwiający przeglądanie elektronicznej bazy danych biblioteki.

## Publikacje
Wybrane publikacje o bibliotece:
1. Pszczyńska Filia Pedagogicznej Biblioteki Wojewódzkiej w Katowicach w latach 1956-1989 / Aleksandra Jarczyk. W : Książka na Śląsku w latach 1956-1989 : zarys problematyki / pod red. M. Pawłowiczowej. – Katowice : „Śląsk”, 1999. – s. 226- 242
2. 50-lecie Pszczyńskiej Filii Pedagogicznej Biblioteki Wojewódzkiej w Katowicach / oprac. Małgorzata Szmit, Anna Niemiec, Aleksandra Jarczyk. – Pszczyna, 2001

Wydawnictwa własne biblioteki:
1. Bibliografia Pszczyny i okolic : wybór ważniejszych publikacji / Anna Niemiec, Justyna Pisek. - Pszczyna, 2006
2. „Bibliotekarz Pszczyński” – pismo poświęcone aktualnym wydarzeniom kulturalnym i oświatowym.